# 3025 Higson
3025 Higson (1982 QR) là một tiểu hành tinh vành đai chính được phát hiện ngày 20 tháng 8 năm 1982 bởi Carolyn và Gene Shoemaker ở Palomar.